# Secondo natura. La bisessualità nel mondo antico
Secondo natura. La bisessualità nel mondo antico è un saggio di sessuologia e sociologia della studiosa Eva Cantarella, pubblicato da Editori Riuniti nel 1988.
In questo volume la giurista Eva Cantarella affronta il tema dell'omosessualità o, più correttamente, della bisessualità nel mondo greco e in quello romano chiedendosi se tali comportamenti fossero allora ritenuti "secondo natura" o "contro natura". Alla risposta, già espressa nel titolo, l'autrice giunge dopo aver analizzato i testi giuridici relativi, le testimonianze poetiche, gli atteggiamenti tradizionali, i documenti storici, le riflessioni filosofiche e le attestazioni mediche. Tuttavia, anche se la cultura "bisessuale" appare evidente sia fra i greci come tra i romani, al di là delle sostanziali differenze tra le due società, essa va comunque riferita quasi esclusivamente alla sfera maschile; l'omosessualità femminile infatti, salvo casi eccezionali, era vista in termini negativi.

## Edizioni
- Secondo natura. La bisessualità nel mondo antico, Roma, Editori Riuniti, 1988, ISBN 978-88-359-3147-8.  2ª ed., 1992, ISBN 978-88-359-3597-1.
- (ES) Según natura. La bisexualidad en el mundo antiguo, traduzione spagnola di María del Mar Llinares García, Madrid, Akal Ediciones, 1991, ISBN 978-84-7600-994-9.
- (FR) Selon la nature, l'usage et la loi. La bisexualité dans le monde antique, traduzione francese di Marie-Domitille Porcheron, Parigi, Éditions la découverte, 1991, ISBN 978-2-7071-2001-4.
- (EN) Bisexuality in the ancient world, traduzione inglese di Cormac Ó. Cuilleanáin, Londra-New Haven (CT), Yale University Press, 1992, ISBN 978-0-300-04844-5.  2ª ed., 2002, ISBN 978-0-300-09302-5.
- Secondo natura. La bisessualità nel mondo antico, Milano, Rizzoli, 3ª ed. (1995); 4ª ed. (2001); 5ª ed. (e successive 2006, 2007, 2008), ISBN 978-88-17-11654-1.